# 穆羅角

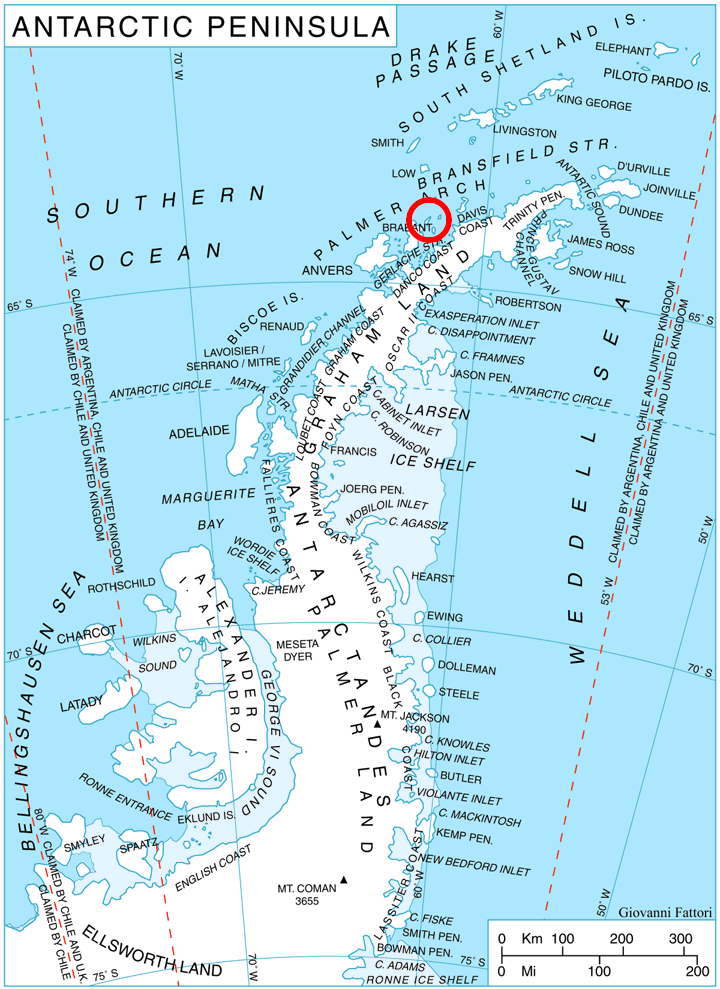

63°57′S 61°49′W / 63.950°S 61.817°W
穆羅角（英語：Moureaux Point）是南極洲的海岬，位於帕默群島的列日島，處於克蘭半島北端，由讓-巴蒂斯特·夏古率領的法國探險隊繪入地圖，現時由南極條約體系管理。